# Сустейн
Сустейн (англ. Sustain) — продолжительность звучания извлечённого звука.

## Искусственный сустейн
Для инструментов без звукоподдерживающих элементов можно создать искусственный сустейн с помощью компрессора.

Педаль сустейна для электронных клавишных инструментов, аналог правой педали рояля

Известно, что компрессор имеет некий аналог стандартной амплитудной огибающей в инвертированном виде. Соответственно, уровень среза (Threshold) будет аналогом сустейна. Установив соотношение (Ratio) в положение r→(1:∞) жёсткого лимитирования, и, понизив уровень среза на достаточно низкую величину, при этом, увеличив громкость (Gain), мы получим длительность фазы сустейна равной: {\displaystyle t(S_{a})=t_{i}-(A_{i}+A_{c}+t_{r})}, где {\displaystyle t(S_{a})} — длительность фазы искусственного сустейна, {\displaystyle t_{i}} — длительность входного сигнала, {\displaystyle A_{i}} — неполная атака входного сигнала, {\displaystyle A_{c}} — атака компрессора, {\displaystyle t_{r}} — длительность нелимитированного затухания (остаточный спад под уровнем среза). Как видно, длительность искусственного сустейна зависит от времени затухания (Decay) входящего сигнала.
Такое представление сустейна чаще всего используется при пропускании звука электрогитары через различные эффекты (перегруз, дисторшн и тому подобные).